# Фалькатус (бронеавтомобиль)
Фалькатус — опытный бронеавтомобиль, разработанный для ЦСН ФСБ. Проект машины «Клоп» с 2008 года разрабатывался на АМО ЗИЛ по дизайн-проекту Святослава Саакяна. ЗАО «Форт Технология», занимающееся производством элементов конструктивной защиты, выступило консультантом по бронированию «Клопа». В дальнейшем ЗАО «Форт Технология» заказало студии Святослава Саакяна дизайн очень похожего автомобиля чуть большей размерности. Этот автомобиль получил имя «Фалькатус» и был построен на специальном шасси, созданном «Камаз Мастер» по заказу ЗАО «Форт Технология».
Впервые в боевой обстановке был испытан в ходе спецоперации 13-14 апреля 2016 года[прояснить]
Название происходит от изогнутого меча Falcata.

## Характеристики
Большинство характеристик автомобиля засекречены. Предполагается, что существует несколько модификаций Фалькатуса.
Скорость, достигнутая на испытаниях составила 200 км/час. Рекомендованная для эксплуатации — 160 км/час.

## Массовая культура

### СМИ
В отечественных СМИ Фалькатус прозвали «бэтмобилем» и «луноходом».

### Видеоигры
Автомобиль появлялся в компьютерной игре ARMA 3 под названием Ифрит (Ifrit).